# Chlortrifluorethen
Chlortrifluorethen ist eine chemische Verbindung aus der Gruppe der aliphatischen, ungesättigten Halogenkohlenwasserstoffe, genauer zu den FCKW.

## Gewinnung und Darstellung
Chlortrifluorethen kann aus Tetrachlorethen hergestellt werden, welches zuerst in Trichlortrifluorethan und später mit Zink oder Wasserstoff umgesetzt wird.

## Eigenschaften

### Physikalische Eigenschaften
Chlortrifluorethen ist ein farbloses Gas, das bei −28,4 °C siedet. Die Verdampfungsenthalpie am Siedepunkt beträgt 21,8 kJ·mol−1. Die Dampfdruckfunktion ergibt sich nach Antoine entsprechend log10(P) = A−(B/(T+C)) (P in bar, T in K) mit A = 4,02636, B = 850,498 und C = −33,246 im Temperaturbereich von 206,3 bis 262,3 K.  Das Gas besitzt eine kritische Temperatur von 105,8 °C, einen kritischen Druck von 40,6 bar und eine kritische Dichte von 0,55 kg/l. Der Schmelzpunkt der Verbindung liegt bei −158,2 °C. Die Schmelzenthalpie beträgt 5,55 kJ·mol−1. Der Tripelpunkt der Temperatur liegt bei −158,2 °C und der Tripelpunkt des Drucks liegt bei 0,00001 bar.

### Chemische Eigenschaften
Chlortrifluorethen ist chemisch instabil bei erhöhter Temperatur. Bei der Zersetzung bilden sich unter anderem Chlorwasserstoff und Fluorwasserstoff. Es neigt (vor allem mit Ethylen oder 1,1-Dichlorethylen) zur spontanen Polymerisation. Bei Verbrennung oder thermischer Zersetzung bilden sich giftige und korrosive Chlor- und Fluorverbindungen.

### Sicherheitstechnische Kenngrößen
Chlortrifluorethen bildet leicht entzündliche Gas-Luft-Gemische. Der Explosionsbereich liegt zwischen 4,6 Vol.‑% (220 g/m³) als untere Explosionsgrenze (UEG) und 64,3 Vol.‑% (3100 g/m³) als obere Explosionsgrenze (OEG). Die Grenzspaltweite wurde mit 1,5 mm (50 °C) bestimmt. Es resultiert damit eine Zuordnung in die Explosionsgruppe IIA. Die Zündtemperatur beträgt 540 °C. Der Stoff fällt somit in die Temperaturklasse T1.

## Verwendung
Chlortrifluorethen wird zur Herstellung der Polymere Polychlortrifluorethylen (PCTFE) und Ethylen-Chlortrifluorethylen (ECTFE), also als Monomer bzw. Copolymer für thermoplastische Spezialkunststoffe verwendet.